# Megalopalpus
Megalopalpus is een geslacht van vlinders van de familie Lycaenidae, uit de onderfamilie Miletinae.

## Soorten
- M. angulosus Grünberg, 1911
- M. latimargo
- M. metaleucus Karsch, 1893
- M. regina Druce
- M. simplex Röber, 1886
- M. zymna (Westwood, 1851)